# Майнау
Майнау (на немски: Mainau) е остров в Боденското езеро, провинция Баден-Вюртемберг, Германия. Наричан е „Остров на цветята“ и „Остров на пеперудите“.

## История
- Първите белези за обитаемост на малкия остров (45 хектара), датират от 3000 години пр. Хр. През епохите Майнау минава в различни владения, бил е ползван като крепост или корабостроителница.

- Фюрст Николаус фон Естерхази, купил Майнау през 1827 г., пръв оценява, че мекият климат на острова благоприятства отглеждането на редки, тропически и субтропически растения и засява такива.
- Основите на сегашния парк са положени от херцог Фридрих І, придобил Майнау през 1853 г., който при многобройните си пътешествия обогатява колекцията с нови, екзотични цветя, създава италианската градина на розите и оранжерията. След смъртта му видът на острова запада. Предаден по наследство, от 1927 г. Майнау става притежание на шведския кралски двор.
- През 1932 г. островът е подарен като сватбен подарък на граф Ленард Бернадот от баща му принц Вилхелм. Граф Бернадот, чиито дни са белязани с повече труд, отколкото аристократичен начин на живот, се заселва там, залесява запустелия остров, превръща го в парк и го отваря за посетители. По време на националсоциализма графът се завръща в Швеция, а след Втората световна война се установява на Майнау и оттогава островът отново е отворен за посетители.
- През 1974 г., фамилия Бернадот превръща Майнау във фондация, която притежава 99% от недвижимата собственост на острова. С този капитал се подкрепя осъществяването на научни проекти, свързани с ботаниката, опазване на околната среда, изследване на земята и др. Фондацията е гарант за продължаването от следващите поколения на линията на съхраняване на острова като исторически парк и културно средище. В него работят постоянно 155 ботанически сътрудници, а през сезона на цветята, от април до септември, техният брой е 350.